# 2017년 7월 죽음
다음은 2017년 7월에 사망한 저명한 인물 목록이다.
- 7월 1일 - 대한민국의 소설가 박상륭
- 7월 5일
  - 독일의 추기경 요아힘 마이스너
  - 대한민국의 개그맨 조금산
- 7월 7일 - 대한민국의 정치인 황한수
- 7월 8일
  - 미국의 배우 넬슨 엘리스
  - 이탈리아의 배우 엘사 마르티넬리
- 7월 11일 - 대한민국의 정치인 손주항
- 7월 12일 - 대한민국의 군인 윤자중
- 7월 13일 - 중화인민공화국의 작가 류샤오보
- 7월 15일
  - 이란의 수학자 마리암 미르자하니
  - 미국의 배우 마틴 랜도
- 7월 16일 - 미국의 영화감독 조지 A. 로메로
- 7월 19일 - 대한민국의 정치인 이찬혁
- 7월 20일 - 미국의 가수 체스터 베닝턴
- 7월 21일 - 미국의 영화배우 존 허드
- 7월 24일 - 대한민국의 기업인 강훈
- 7월 27일 - 미국의 배우 샘 셰퍼드
- 7월 28일 - 대한민국의 성우 김병관
- 7월 31일 - 프랑스의 배우 잔 모로